# Uru-Eu-Uaw-Uaw-reservatet
Uru-Eu-Uaw-Uaw-reservatet, är ett ursprungsfolksterritorium, i centrala delen av delstaten Rondônia i Brasilien. Uru-Eu-Wau-Wau-gruppen som lever i området består idag av bara av några hundratal människor. Befolkning har minskat på grund av smittsamma sjukdomar, sedan den första kontakten med utomstående 1981. De lever fortfarande relativt isolerade vilket gör att det finns en fortsatt risk för smittsamma sjukdomar. I territoriet finns även fyra till sex grupper av människor som ej blivit kontaktad och som även de är utsatta för risk för smittsamma sjukdomar och även våld från utomstående. Ända sedan byggandet av motorvägen BR 364 under 80-talet som passerade nära territoriet har områdets invaderats av boskapsuppfödare, gruvföretag, kolonisatörer och skogshuggare. Detta även efter 1991, då område i en lag fick status som ursprungsfolksterritorium. Lagen innebär att bara ursprungsbefolkningen ska få bo i området och använda områdets naturresurser.
En svensk organisation som är aktiv i området är Jordens Vänner som driver ett regnskogsprojekt för att skydda Uru-eu-wau-wau-reservatet och dess befolkning.